# Zespół domów przy ul. Promienistej w Poznaniu

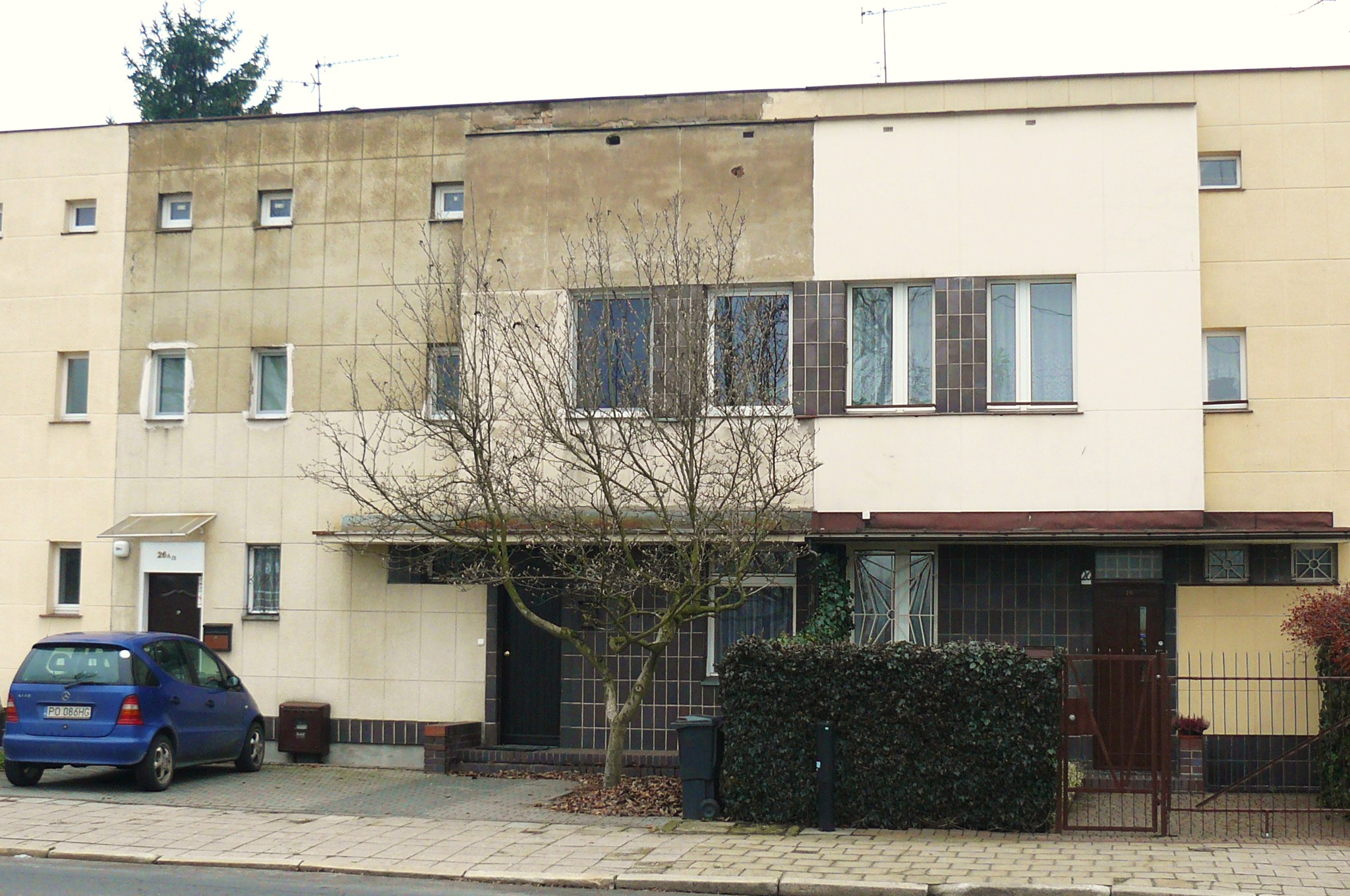
Fragment – jedna ze stref wejściowych

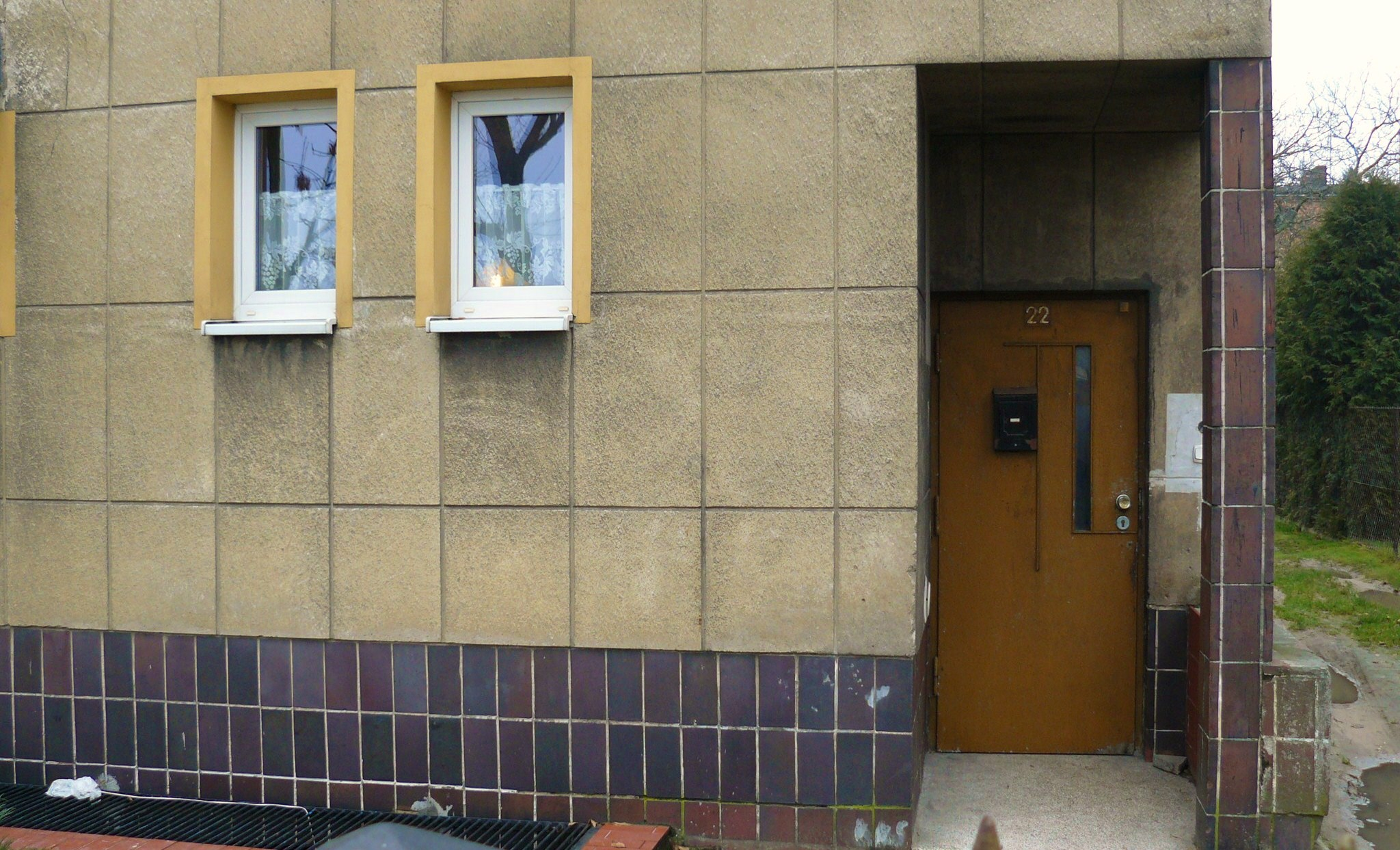
Oryginalny detal

Zespół mieszkaniowy przy ul. Promienistej w Poznaniu – zespół szeregowych, modernistycznych domów mieszkalnych w Poznaniu, zlokalizowany przy ul. Promienistej 22/30 w dzielnicy Raszyn) na obszarze jednostki pomocniczej Osiedle Grunwald Południe.

## Geneza
Zespół zaprojektował pracujący także w Katowicach architekt Eustachy Chmielewski (wiceprezes poznańskiego oddziału SARP) i według Hanny Grzeszczuk-Brendel, było to jedno z najwyższych osiągnięć nowoczesnej architektury w międzywojennym Poznaniu. Zespół powstał z inicjatywy Witolda Eysymonta (podporucznika piechoty, jednego z licznych wojskowych w rodzinie Eysymontów, ur. 14 sierpnia 1885), w latach 1937–1939. W okresie 1948–1956 w jednym z budynków zamieszkiwał rzeźbiarz Józef Gosławski, wraz ze świeżo poślubioną małżonką – Wandą Mankin.

## Architektura
Architektura całości charakteryzowała się prostotą i puryzmem – elewacje były jednak wzbogacone poprzez geometryczne wzory w formie kraty, pokrywającej elewację, obłożoną jasną, klinkierową wykładziną. Całość urozmaicał wykusz. Wnętrza traktowano indywidualnie i projektowano zgodnie z żądaniem użytkowników. Na ogrody (z tyłu budynków) wychodziły tarasy, odgrodzone zaokrąglonymi przepierzeniami. 
Prawdopodobnie realizacja domów przy ul. Promienistej inspirowana była zabudową Saskiej Kępy w Warszawie, a także skandynawskimi rozwiązaniami z tamtych czasów.

## Dojazd
Do zespołu dotrzeć można autobusem linii 69 lub 82 (przystanek Promienista).